# Methanosphaera stadtmaniae
Methanosphaera stadtmaniae es una arquea metanógena. Es un organismo no móvil, Gram-positivo, de forma esférica que obtiene energía mediante el uso de hidrógeno para reducir metanol al metano. No tiene citocromo y es parte del biota del intestino grueso.
A veces se llama Methanosphaera stadtmanae, pero este es un error.